# Cointreau
Cointreau (izgovorjava [kwan'-tro]) je liker, ki ga proizvaja francosko podjetje Rémy Cointreau.
Cointreau izdelujejo iz pomaranč iz Španije, Brazilije in Haitija.
Cointreau ponujajo kot aperitiv, pa tudi kot digestiv. Cointreau uvrščajo med t. i. premium brand triple sec likerje, čeprav ima za tovrstne likerje visoko vsebnost alkohola, ki je sicer za to vrsto žganih pijač le okoli 23 %.

## Proizvodnja
Destilarna Cointreau je bila ustanovljena leta 1849, njena ustanovitelja pa sta bila Adolphe Cointreau in njegov brat Edouard-Jean Cointreau. Najprej sta brata izdelovala češnjev liker, imenovan guignolet, kasneje pa sta iznašla liker, izdelan iz lupin sladkih in grenkih pomaranč, ki sta jih namočila v čisti alkohol, izdelan iz sladkorne pese. Leta 1875 so se na tržišču pojavile prve steklenice Cointreauja. Po izračunih naj bi se danes letno prodalo okoli 13 milijonov steklenic te pijače v več kot 200 državah. Podjetje naj bi na tuje trge prodalo okoli 95 % proizvodnje.
Metoda izdelave ju družinska skrivnost, kljub temu pa je destilarna odprta za obiskovalce. V njej je na določenih delih prepovedano fotografiranje.
Pred kratkim je reklamni obraz za Cointreau postala igralka burlesk Dita Von Teese